# Noshiro (croiseur)
Le Noshiro (能代) était un croiseur léger de classe Agano en service dans la Marine impériale japonaise. Le navire est baptisé sous le nom du fleuve Noshiro, situé dans la préfecture d'Akita, au Japon.

## Historique

### Début de carrière
Sa quille est posée le 4 septembre 1941 à l'arsenal naval de Yokosuka, il est lancé le 19 juillet 1942 et est achevé le 30 juin 1943. Lors de sa formation à Hashirajima, il est affecté à la 1re flotte. Le 15 août 1943, il est réaffecté à la 2e flotte du Vice-amiral Takeo Kurita, en tant que navire amiral de la 2e escadron de destroyer, remplaçant le Jintsū, coulé un mois plus tôt lors de la bataille de Kolombangara.

### Batailles dans les îles Gilbert et les îles Salomon
En réponse aux raids aériens sur les atolls de Tarawa, Makin et Abemama, la flotte combinée appareille de Truk le 18 septembre 1943. Sous le commandement du vice-amiral Jisaburō Ozawa, les cuirassés Yamato et Nagato, les porte-avions Shōkaku et Zuikaku, les croiseurs lourds Chikuma, Haguro, Mogami et Tone. Le croiseur léger Agano, à la tête du 2e escadron, assure la protection ASM, accompagné des destroyers Amatsukaze, Hatsukaze, Hatsuzuki, Kazagumo, Suzutsuki, Tamanami, Urakaze et Wakatsuki. Le Vice-amiral Takeo Kurita commande la Force Avancée à bord du croiseur lourd Atago, accompagné du croiseur lourd Takao, du Noshiro et escorté des destroyers Suzukaze et Umikaze. Le porte-avions d'escorte Zuihō appareille quant à lui le lendemain, escorté des destroyers Maikaze et Nowaki et rejoint la flotte le 21 septembre. Le groupe est de retour à Truk le 25 septembre sans avoir rencontré la Task Force 15 américaine.
Le Noshiro appareille de Truk le 17 octobre 1943 pour une sortie d'interception d'un raid aéronaval US sur Wake. Il est accompagné des cuirassés Yamato, Musashi, Nagato, Fuso, Kongo et Haruna, des porte-avions Shokaku, Zuikaku et Zuihō, des croiseurs Atago, Chikuma, Chokai, Maya, Mogami, Suzuya, Takao, Tone, Agano et Oyodo, des destroyers Akigumo, Amatsukaze, Hatsukaze, Hatsuzuki, Kazagumo, Makinami, Onami, Suzukaze, Suzutsuki, Tanikaze, Umikaze, Urakaze et Wakatsuki. Le groupe transite à Eniwetok du 19 au 23 octobre avant de patrouiller à la recherche des porte-avions américains à 250 miles au sud de Wake, sans les trouver. Le groupe retourne donc à Truk le 26 octobre.
À la suite de la bataille de l'impératrice Augusta, le Noshiro appareille de Truk le 3 novembre 1943, pour attaquer les forces américaines renforçant leur débarquement à Bougainville, accompagné des croiseurs lourds Atago, Chikuma, Chokai, Maya, Mogami, Suzuya et Takao, des pétroliers Nissho Maru et Nichiei Maru, escorté des destroyers Amatsukaze, Fujinami, Hayanami (destroyer), Shimakaze, Suzunami et Tamanami. L'escadre est commandée par l'amiral Takeo Kurita. Le 4 novembre, à 180 milles à l'ouest de Kavieng, les pétroliers sont avariés par une attaque aérienne et rentrent à Truk. Les Chokai, Amatsukaze et Suzunami sont détachés pour le retour à Truk. Le groupe arrive à Rabaul le 5 novembre. Lors du bombardement de Rabaul, le Noshiro n'est pas endommagé.
Le 12 novembre, le Noshiro remorque son sister-ship Agano après le torpillage de celui-ci par un Grumman TBF Avenger un jour avant.
Le 20 novembre 1943, les américains lancent l'opération Galvanic pour reprendre Tarawa, dans les îles Gilbert. En réponse à l'invasion américaine, le Noshiro appareille de Truk le 24 novembre 1943, accompagné des croiseurs lourds Kumano, Chokai et Suzuya, escorté des destroyers Fujinami, Hamakaze, Hatsuzuki, Hayanami et Suzutsuki. Le groupe arrive à Kwajalein le 26 et en repart le 27 pour Eniwetok, où il arrive le 28 novembre. La 7e division de croiseurs et les destroyers se ravitaillent auprès du pétrolier Nippon Maru. Le croiseur appareille d'Eniwetok le lendemain et arrive à Roi-Namur le 30 du mois. Il repart le 3 décembre et arrive à Truk le 5, sans avoir tiré le moindre coup de canon.
Il appareille de Truk le 30 décembre 1943 en mission de transport rapide de troupes accompagné du croiseur léger Oyodo. L'escorte se compose des destroyers Akikaze et Yamagumo. Le 1er janvier, le convoi est attaqué par l'aviation embarquée de la Task Force 38 commandée par le Contre-amiral Sherman, composé des USS Bunker Hill et Monterey. Les Noshiro et Yamagumo sont endommagés. Une de ses tourelles est mise hors de combat et dix membres de l'équipage sont tués. Le convoi arrive tant bien que mal à Kavieng le même jour et débarque les renforts. Le convoi repart de Kavieng le 4 janvier et arrive à Truk le lendemain.
Le 18 janvier 1944, le croiseur appareille de Truk, en compagnie des porte-avions Unyo et Zuiho, escorté par les destroyers Hatsuharu, Hatsushimo, Hayanami et Wakaba. Le 19 janvier vers midi, l'Unyo est attaqué par l'USS Haddock qui met trois torpilles au but. Le 20 janvier, le porte-avions rallie Saipan pour les réparations d'urgence, escorté par les Hatsushimo et Hayanami; tandis que le reste du convoi continue sa route vers Yokosuka où il arrive le 23 janvier. Le Noshiro entre en cale sèche à l'arsenal naval de Yokosuka le 1er février 1944. Six montages doubles et 8 montages simple de canons de 25 mm Type 96 sont ajoutés, portant le total à 32 canons de 25 mm. Les réparations s'achèvent le 28 mars 1944.

### Batailles dans les Philippines
Il appareille de Palau le 29 mars, accompagné des croiseurs lourds Atago, Chokai, Haguro, Myoko et Takao, escorté du destroyer Harusame. Le groupe atteint Davao le 1er avril. Les navires quittent Davao le 4 avril 1944. Le lendemain, ils sont attaqués par l'USS Dace, mais les 6 torpilles mal réglées manquent leurs cibles. Le groupe est repéré par l'USS Darter, mais le sous-marin ne peut attaquer. Le 7, le groupe est de nouveau repéré par l'USS Scamp et le 18 mai, attaqué de 6 torpilles qui manquent leurs cibles par l'USS Gurnard (en).
Le Noshiro prend part à la bataille de la mer des Philippines le 19 juin 1944, où il est navire amiral du Contre-amiral Mikio Hayakawa (it), de la Force d'avant-garde du Vice-amiral Kurita. Le croiseur n'est pas endommagé au cours de la bataille.
À partir de fin juin-début juillet 1944, le Noshiro est en cale sèche et réaménagé à l'arsenal naval de Kure. Des canons de 25 mm sont ajoutés, portant le total à 48 canons. Il est également équipé d'un radar de recherche de type 13 et un radar de recherche de surface type 22. Il appareille de Kure le 8 juillet 1944, escortant les cuirassés Musashi et Yamato, accompagné des croiseurs lourds Atago, Chikuma, Chokai, Kumano, Maya, Takao, Tone et Suzuya, et des destroyers Akishimo, Asashimo, Fujinami, Hamanami, Hayashimo, Okinami, et Shigure. Le groupe transporte des troupes de l'armée et du matériel pour Singapour.
Le 18 octobre 1944, le Noshiro rejoint Brunei, en préparation de la bataille du golfe de Leyte. La bataille débute le 22 octobre, le Noshiro est navire amiral de la 2e escadre de destroyers, intégrée à la 1re Force Mobile de l'Amiral Kurita (Force "A"). Lors de la bataille de la mer de Sibuyan le 24 octobre, la Force "A" est attaqué par plus de 250 avions de la Task Force 38 des porte-avions USS Essex, Lexington, Intrepid, Cabot, Franklin et Enterprise. Bien que les cuirassés Yamato, Nagato, Haruna et les croiseurs Myōkō et Tone ont été endommagés, le Noshiro s'en sort indemne.
Le jour suivant, lors de la bataille de Samar, le Noshiro touche avec ses canons de 6 pouces le porte-avions d'escorte USS White Plains, mais fut touché à son tour côté tribord par un obus d'un canons de 5 pouces tiré d'un destroyer américain. Il a également pris part au naufrage de l'USS Gambier Bay.
Le 26 octobre 1944, à l'ouest de Panay, la force de Kurita est attaqué par 80 bombardiers torpilleurs Grumman TBM-1C Avenger des porte-avions USS Wasp et Cowpens. Une bombe touche le Noshiro mais l'incendie est rapidement maîtrisé. Lors de la seconde attaque, six Avenger attaquent le Noshiro, esquivant leurs torpilles. Lors de la troisième vague, il est touché dans la chaufferie no 3 par une torpille Mark 13 tirée d'un Avenger, inondant le compartiment. La salle de la chaudière no 1 est inondée peu de temps après. L'irruption d'eau met toutes les chaudières hors service et provoque une gite de 16 degrés.
Pendant que des réparations d'urgence sont effectuées, le destroyer Hamanami embarque le Contre-amiral Hayakawa, qui fut plus tard transféré sur le Yamato. À 10 h 14, une quatrième vague, qui lui sera fatal, est composé de 28 bombardiers en piqué Avenger et Curtiss SB2C-3 Helldiver de l'USS Hornet. Le croiseur est touché par une autre torpille à tribord, sous sa tourelle no 2. Les artilleurs du Noshiro affirmeront plus tard avoir abattu six des avions attaquants.
Le capitaine Kajiwara ordonne l'inondation des magasins pour éviter qu'il ne tombe entre les mains de l'ennemi. Cinq minutes plus tard, l'ordre d'abandon du navire est donné par le capitaine. À 11 h 13, le Noshiro disparaît des flots à la position géographique 11° 42′ N, 121° 41′ E, au sud de Mindoro. Les destroyers Akishimo et Hamanami sauvent 328 rescapés dont le capitaine Kajiwara.
Le Noshiro est rayé des listes de la marine le 20 décembre 1944.